# Gmina Wąwolnica
Die Gmina Wąwolnica ist eine Stadt-Land-Gemeinde im Powiat Puławski der Woiwodschaft Lublin in Polen. Ihr Sitz befindet sich in der gleichnamigen Stadt mit 1041 Einwohnern (2008), die zum 1. Januar ihre 1870 entzogenen Stadtrechte wiedererhielt, wodurch die Gemeinde von einer Landgemeinde (gmina wiejska) zu einer Stadt-Land-Gemeinde (gmina miejsko-wiejska) wurde.

## Gemeinde
Zur Stadt-Land-Gemeinde Wąwolnica gehören folgende siebzehn Ortschaften mit einem Schulzenamt:
Bartłomiejowice
Celejów
Grabówki
Huta
Karmanowice
Kębło
Łąki
Łopatki
Łopatki-Kolonia
Mareczki
Rąblów
Rogalów
Stanisławka
Wąwolnica
Zarzeka
Zawada
Zgórzyńskie